# Луис Волтер Алварез
Луис Волтер Алварез (енгл. Luis Walter Alvarez, 13. јун 1911. – 1. септембар 1988) био је амерички физичар, који је 1968. године добио Нобелову награду за физику „за пресудан допринос физици елементарних честица, а посебно за откриће великог броја резонантних стања, што је остварио проналаском технике коришћења водоничне мехурасте коморе и анализе података”.